# Юлиусбург
Юлиусбург (нем. Juliusburg) — община в Германии, в земле Шлезвиг-Гольштейн. 
Входит в состав района Герцогство Лауэнбург. Подчиняется управлению Лютау.  Население составляет 194 человека (на 31 декабря 2010 года). Занимает площадь 6,04 км².